# All Time Low (canción)
«All Time Low» es una canción publicada por la boy band británica The Wanted. Fue lanzado como su sencillo debut incluido en su álbum homónimo The Wanted el 25 de julio de 2010 por el sello Geffen. Debutó directamente en el primer lugar de la lista de éxitos del Reino Unido vendiendo 84 174 copias en su primera semana. Fue nominado a los premios Brit  como mejor sencillo británico. La canción hace referencia a tener a alguien en especial constantemente en su mente.

## Lista de canciones
- Reino Unido – Sencillo digital #1[5]

1. "All Time Low" – 3:23
2. "All Time Low" (D.O.N.S. Remix Radio Edit) – 3:39

- Reino Unido – Sencillo digital #2[6]

1. "All Time Low" (ForGold Remix) - 4:59
2. "All Time Low" (Daddy's Groove Remix) - 6:57

- Reino Unido – CD single[7]

1. "All Time Low" – 3:23
2. "Fight for This Love" – 3:26

- Estados Unidos – EP digital de remixes[8]

1. "All Time Low" (Single Mix) – 3:22
2. "All Time Low" (Ralphi Rosario Radio Mix) – 3:44
3. "All Time Low" (Digital Dog Radio Edit) – 3:18
4. "All Time Low" (Single Club Mix) – 6:27
5. "All Time Low" (Ralphi Rosario Club Mix) – 8:01
6. "All Time Low" (Digital Dog Club Remix) – 6:02
7. "All Time Low" (Single Dub Mix) – 6:27
8. "All Time Low" (Ralphi Rosario Dub Mix) – 6:58
9. "All Time Low" (Digital Dog Dub Remix) – 6:17

- Estados Unidos – CD Promo[9]

1. "All Time Low" (Digital Dog Radio Edit) – 3:18
2. "All Time Low" (Digital Dog Club Remix) – 6:02
3. "All Time Low" (Frank E Radio Edit) - 4:14
4. "All Time Low" (Frank E Remix) - 7:22
5. "All Time Low" (D.O.N.S. Radio Edit) - 3:40
6. "All Time Low" (D.O.N.S. Club Remix) - 7:44
7. "All Time Low" (Ralphi Rosario Club Mix) – 8:01
8. "All Time Low" (Ralphi Rosario Dub Mix) – 6:58
9. "All Time Low" (Daddy's Groove Remix) – 7:24
10. "All Time Low" (ForGold Remix) - 4:47

- Estados Unidos – EP digital en vivo[10]

1. "All Time Low" (Live) - 4:57
2. "Glad You Came" (Live) - 3:20
3. "Gold Forever" (Live) - 4:24
4. "Heart Vacancy" (Live) - 4:25
5. "Animal" (Live) - 2:38
6. "Lose My Mind" (Live) - 4:13

## Listas
| Lista (2010-11)                       | Mejor posición |
| ------------------------------------- | -------------- |
| Alemania (Media Control AG)           | 44             |
| Estados Unidos (Hot Dance Club Songs) | 19             |
| Irlanda (IRMA)                        | 13             |
| Reino Unido (UK Singles Chart)        | 1              |
| Unión Europea (European Hot 100)      | 50             |

### Sucesión en listas
| Anterior: «We No Speak Americano» de Yolanda Be Cool & DCUP | UK Singles Chart — Sencillo número uno 1 de agosto de 2010 — 7 de agosto de 2010 | Siguiente: «Beautiful Monster» de Ne-Yo |